# Santuário Nossa Senhora de Fátima-Sumaré (métro de São Paulo)
Santuário Nossa Senhora de Fátima-Sumaré (en portugais : Estação Santuário Nossa Senhora de Fátima-Sumaré), anciennement Sumaré, est une station de la ligne 2 (Verte) du métro de São Paulo. Elle est accessible au 1470, Avenida Doutor Arnaldo, dans le quartier de Sumaré (pt), sur le territoire du district de  Perdizes à São Paulo au Brésil.

## Situation sur le réseau

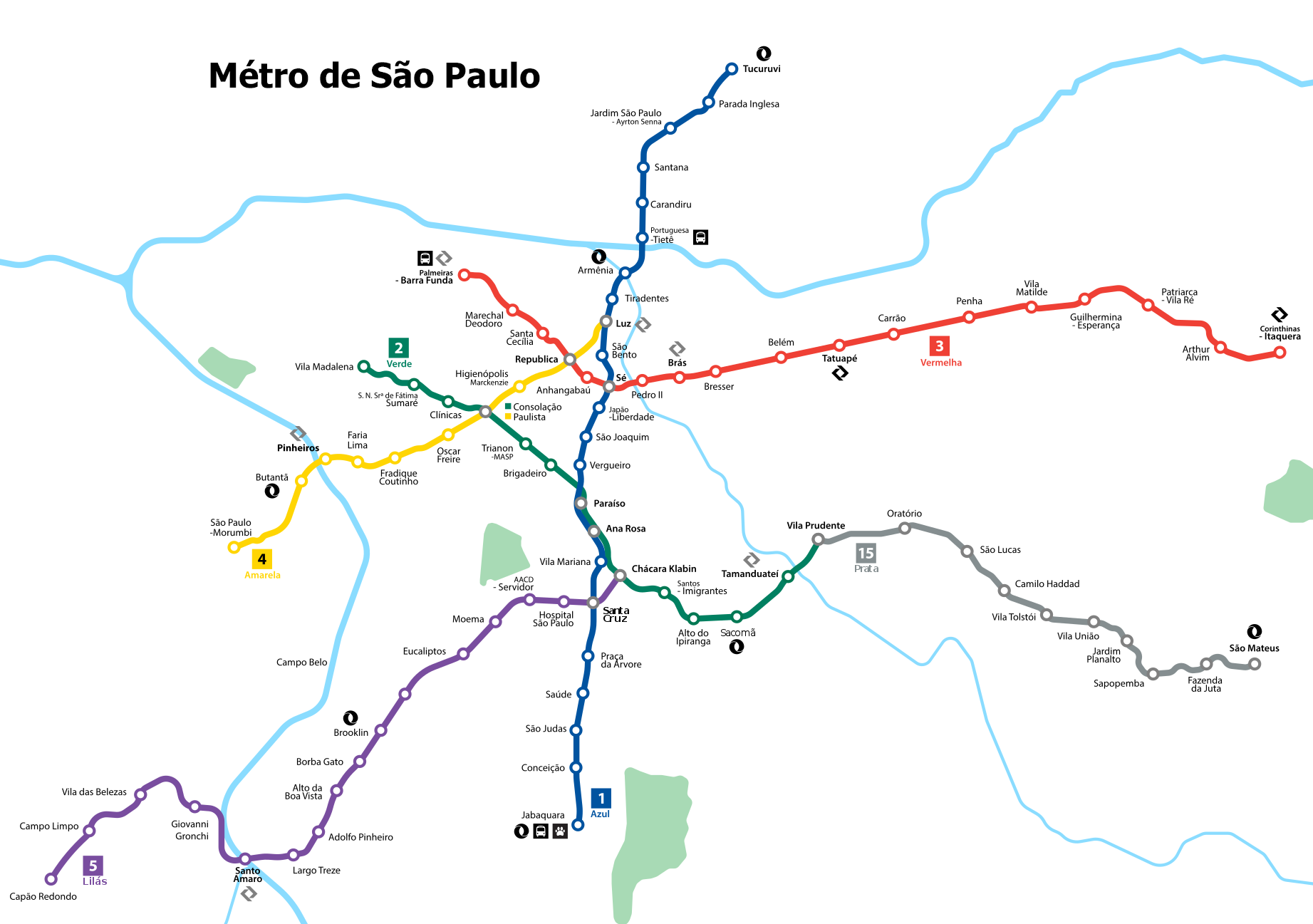
Plan du Métro de São Paulo 2020.

Établie en aérien, la station Santuário Nossa Senhora de Fátima-Sumaré est située sur la ligne 2 du métro de São Paulo (Verte), après la station terminus Vila Madalena et avant la station Clínicas, en direction du terminus JVila Prudente.

## Histoire
La station, alors dénommée Sumaré, est mise en service le 21 novembre 1998. C'est une station composée d'une mezzanine de distribution et de quais latéraux avec des structures en béton apparent. Elle est située sous le viaduc de lavenida Doutor Arnaldo sur la vallée de l'avenida Paulo VI, elle possède un accès pour les personnes handicapées. Prévue pour un transit maximum de vingt mille voyageurs par heure pendant les heures de pointe, elle dispose d'une superficie construite de 5 330 m2.
En 2005, elle est renommée Santuário Nossa Senhora de Fátima–Sumaré, en référence à l'église homonyme située à proximité.

## Services aux voyageurs

### Accès et accueil
Son accès principal est situé au 30, Avenida Doutor Arnaldo. Elle est accessible aux personnes à la mobilité réduite.

### Desserte
| Ligne                         | Terminus                      | Longueur (km) | Stations | Durée du voyage (min) | Opération (*)                                                       |
| ----------------------------- | ----------------------------- | ------------- | -------- | --------------------- | ------------------------------------------------------------------- |
| Ligne 2 du métro de São Paulo | Vila Madalena ↔ Vila Prudente | 14,7          | 14       | 28                    | Tous les jours, de 4h40 à 12h32; Les samedis jusqu'à 1h le dimanche |

Installation et desserte
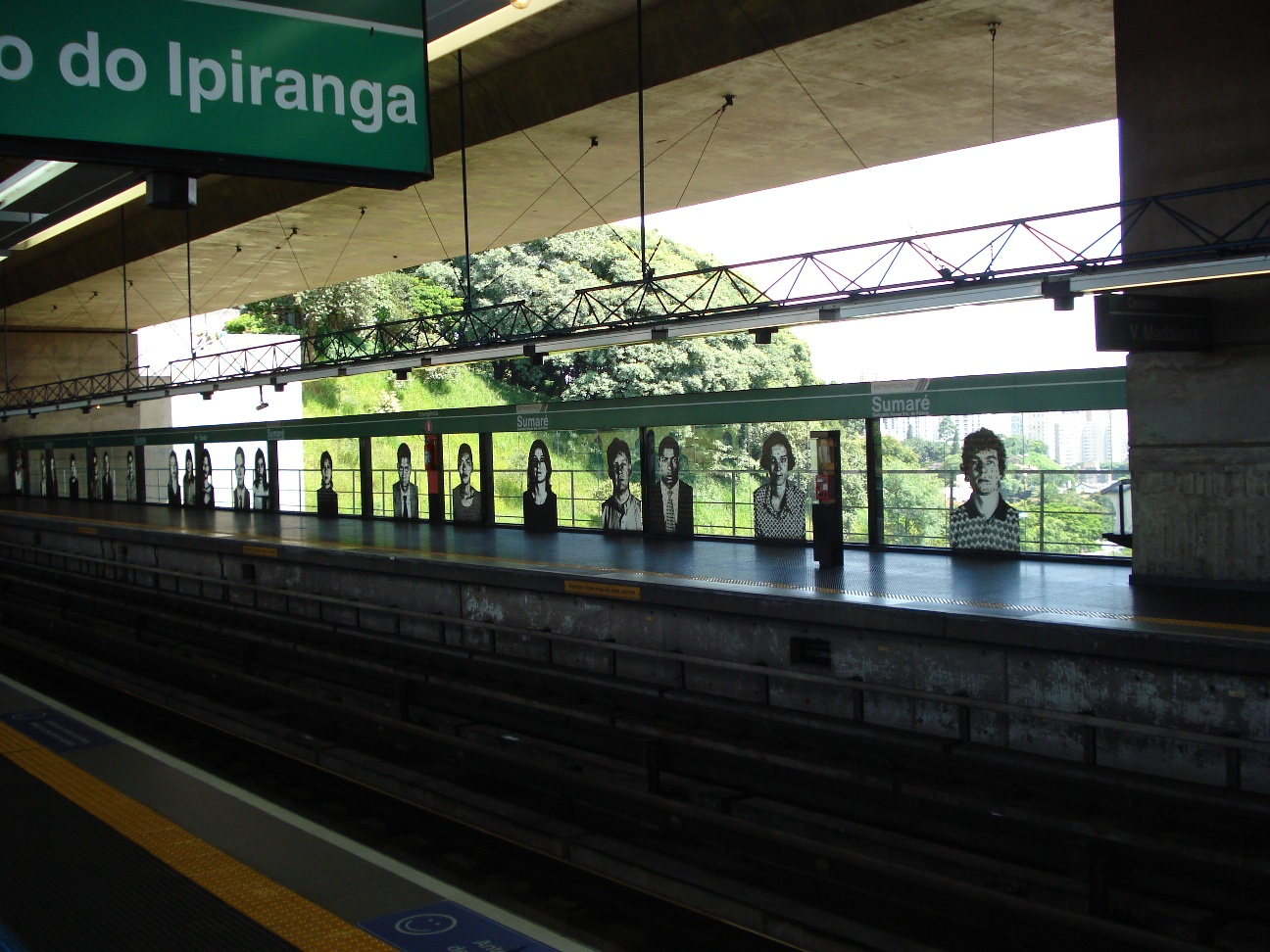
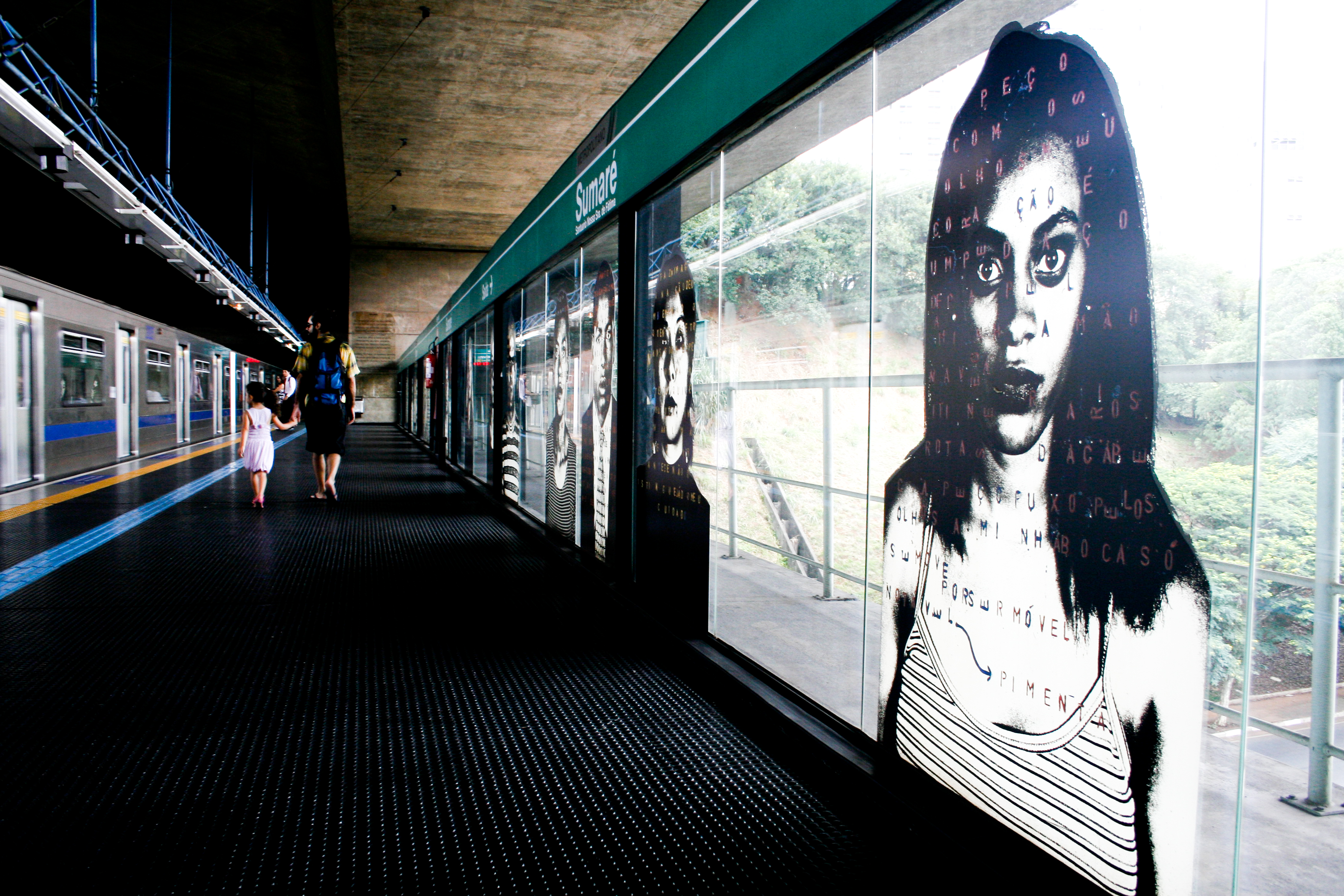
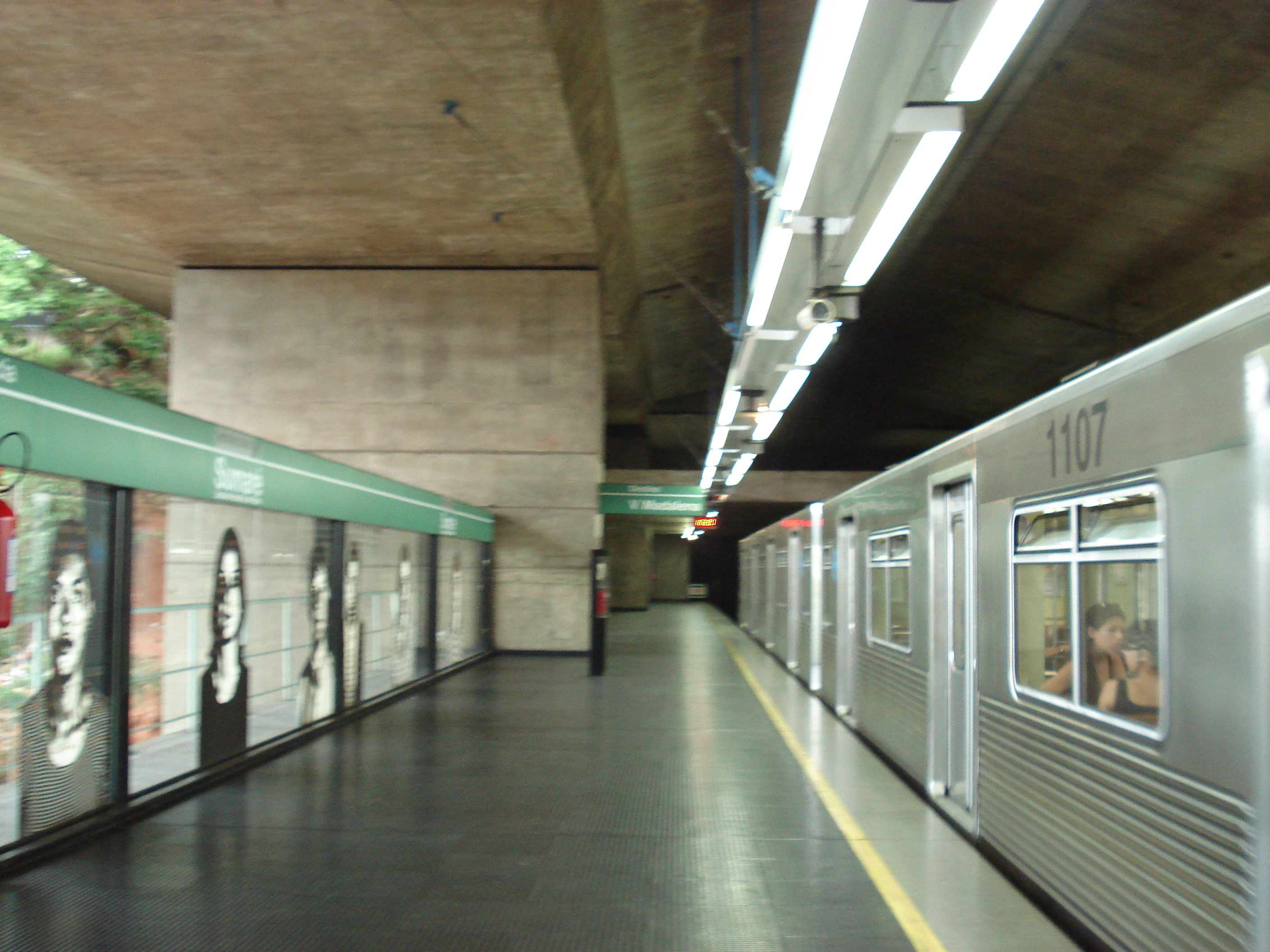

## Art dans le métro
Deux œuvres d'artistes sont installées dans la station : Estação Sumaré de Alex Flemming est composée de quarante quatre panneaux de 1,75 m de hauteur, 1,25 m de largeur et 0,01 m d'épaisseur. Utilisant un procédé industriel d'impression sur verre d'une peinture, de l'aluminuium et du vinyle. Elle est installée sur les quais de la station ; et Sem Título de Luiz Carlos Martinho da Silva (Caíto), est une sculpture en acier corten calendé et soudé. Elle est composée de plaques d'acier corten de  2 m x 1,60 m x 0,80 m. Elle est installée près de l'accès par la rua Oscar Freire.

Détails de Estação Sumaré dus à Alex Flemming
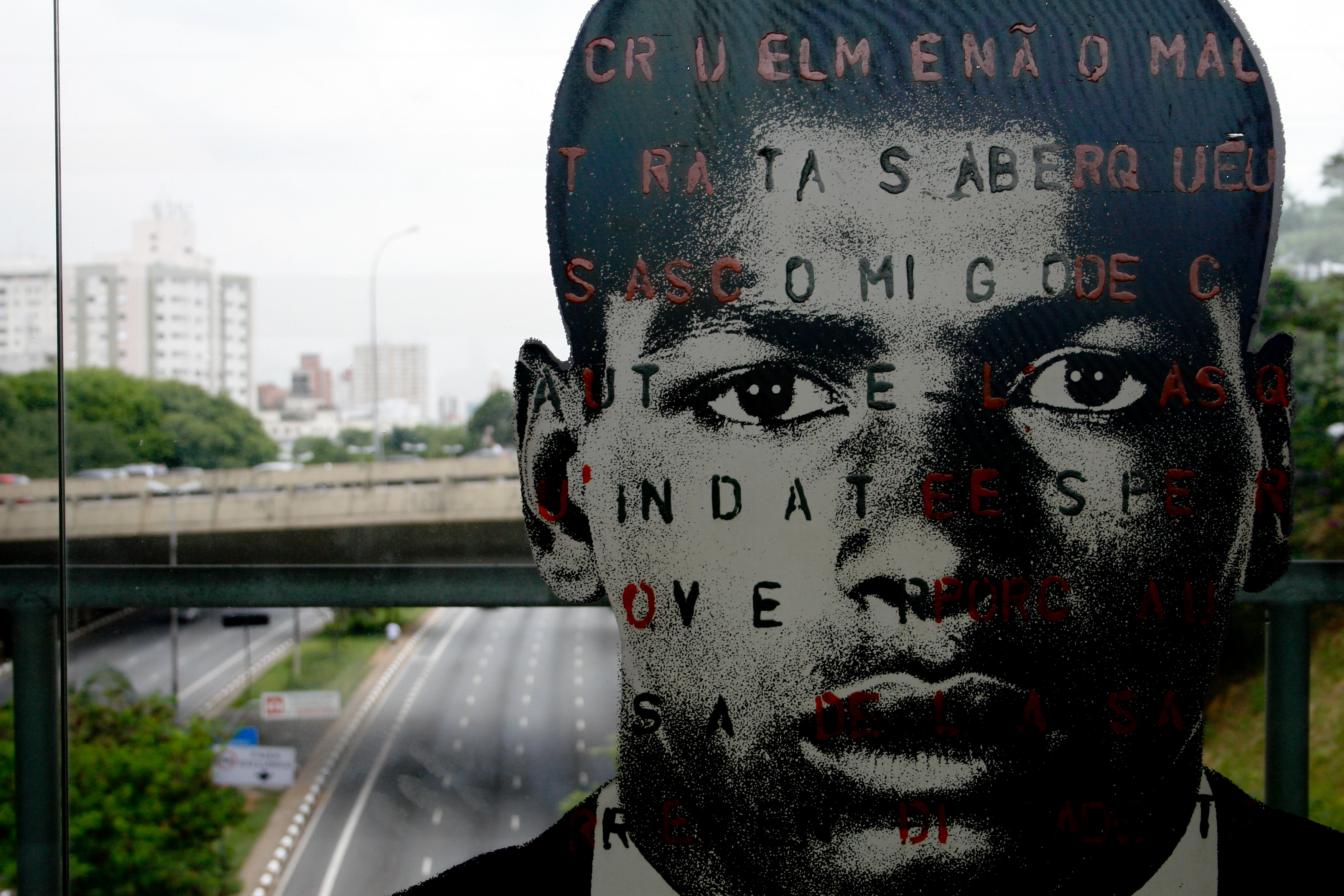
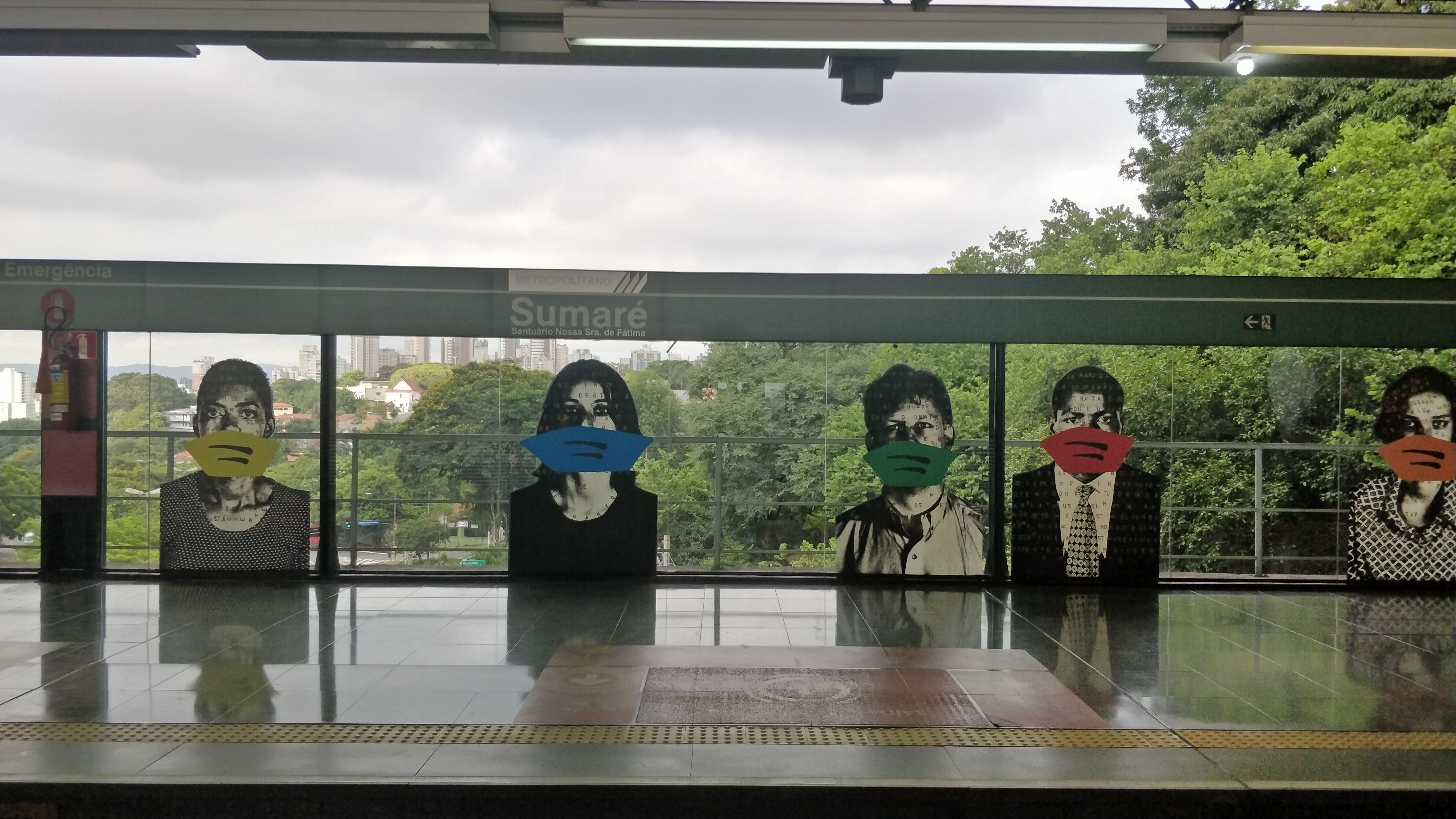
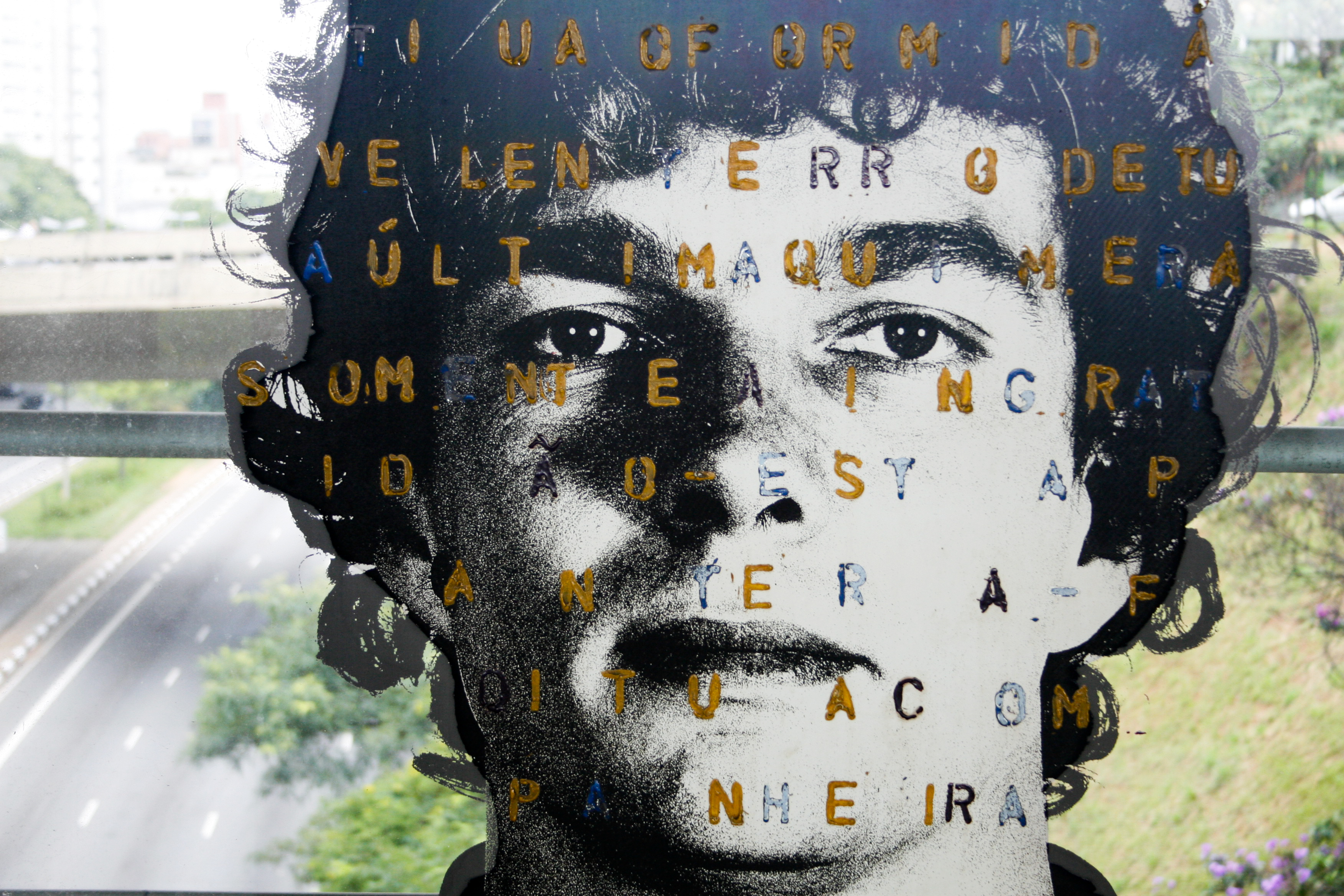

## À proximité
- Sumaré (quartier de São Paulo)